# Mahmud Gurbanov
Mahmud Gurbanov (en azéri : Mahmud Qurbanov), né le 10 mai 1973 à Kirovabad en Azerbaïdjan, est un footballeur international azerbaïdjanais, devenu entraîneur à l'issue de sa carrière, qui évoluait au poste de milieu gauche. 
Il compte 75 sélections et 1 but en équipe nationale entre 1992 et 2008.

## Biographie

### Carrière de joueur
Mahmud Gurbanov dispute 18 matchs en Ligue des champions, et 2 matchs en Ligue Europa.

### Carrière internationale
Mahmud Gurbanov compte 75 sélections et 1 but avec l'équipe d'Azerbaïdjan entre 1992 et 2008. 
Il est convoqué pour la première fois par le sélectionneur national Alakbar Mammadov pour un match amical contre la Géorgie le 17 septembre 1992 (défaite 6-3). Par la suite, le 17 novembre 2007, il inscrit son seul but en sélection contre la Finlande, lors d'un match des éliminatoires de l'Euro 2008 (défaite 2-1). Il reçoit sa dernière sélection le 10 septembre 2008 contre le Liechtenstein (0-0).

## Palmarès

### En club
- Avec le Kapaz Gandja
  - Champion d'Azerbaïdjan en 1995, 1998 et 1999
  - Vainqueur de la Coupe d'Azerbaïdjan en 1994 et 1998

- Avec le Neftchi Bakou
  - Champion d'Azerbaïdjan en 1997, 2004 et 2005
  - Vainqueur de la Coupe d'Azerbaïdjan en 2004

- Avec le FK Shamkir
  - Champion d'Azerbaïdjan en 2000, 2001 et 2002

- Avec le Khazar Lankaran
  - Champion d'Azerbaïdjan en 2007
  - Vainqueur de la Coupe d'Azerbaïdjan en 2007

- Avec l'Inter Bakou
  - Champion d'Azerbaïdjan en 2008

- Avec le FK Bakou
  - Champion d'Azerbaïdjan en 2009
  - Vainqueur de la Coupe d'Azerbaïdjan en 2010

### Distinctions personnelles
- Footballeur azerbaïdjanais de l'année en 2007